# Moulin Michel
De Moulin Michel is een standerdmolen te Coquelles.

## Geschiedenis
Op deze plaats stond reeds in de 13e eeuw een standerdmolen. Ook op kaarten uit latere tijdvakken kwam een standerdmolen voor. Op 22 september 1800 werd de molen door een wervelstorm vernield en weer herbouwd. Een document uit 1834 maakt melding van de molen.
Op 22 mei 1940 werd de molen door de Duitse bezetter opgeblazen. Aldus vond de molenaar, die in 1939 was gemobiliseerd, zijn eigendom vernield, toen hij in 1941 terugkeerde. Na de oorlog werd de molen van Krochte aangekocht. De verplaatsing en reconstructie van de molen startte in 1951, en in augustus 1952 draaiden de wieken voor het eerst. In dit jaar kwam een timmerman echter om bij een verkeersongeluk, en enkele weken later viel een andere timmerman van de molentrap en overleed eveneens. Uiteindelijk werd het werk min of meer voltooid, maar -aangezien de molenaar allergisch was voor de verf- werd het houtwerk niet goed beschermd en de molen verkeerde snel in slechte staat omdat het houtwerk werd aangetast.
Van 1975-1976 vonden conserveringswerkzaamheden plaats en in 1976 werd de molen ingewijd. In 1977 werd de molen geklasseerd als Monument Historique. In januari 1978 werd de molen echter door een zware storm omvergeblazen. Herstel volgde, en in 1980 was de molen weer maalvaardig.